# دره‌کوی (تاش‌اوا)
دره‌کوی (به لاتین: Dereköy) یک منطقهٔ مسکونی در ترکیه است که در تاشوا واقع شده‌است.